# Паккард, Мишель-Габриэль
Мишель-Габриэль Паккард (или Паккар) (нем. Michel-Gabriel Paccard, 1757—1827) — швейцарский врач и учёный из Шамони, первым покоривший Монблан — самую высокую гору в Альпах и Западной Европе (4810 м) и тем самым открывший эпоху альпинизма.

## Краткая биография
Родился и вырос в Шамони в состоятельной семье местного нотариуса. Выучился на врача в Турине. Занимался ботаникой и минералогией.
В 1783 и 1784 годах, в рамках инициативы швейцарского геолога и ботаника Ораса Соссюра, учредившего премию тому, кто разведает путь подъёма на Монблан, предпринял ряд неудачных попыток восхождения на его вершину. Первое в истории успешное восхождение было совершено 8 августа 1786 года вместе с местным охотником Жаком Бальма (1762—1834 гг.). Паккард при помощи имевшихся у него измерительных приборов определил высоту вершины в 5218 м (однако позже, выяснив погрешность барометра, скорректировал её до 4738 м). Он и Бальма провели на вершине 35 минут.
Был женат на сестре Жака Бальма. Со временем стал мировым судьёй и одним из самых авторитетных людей коммуны.
В память о первом покорении Монблана в Шамони установлен монумент первовосходителям, дата их восхождения празднуется многими альпинистами как день рождения этого вида спорта, а сама Шамони стала неофициальной столицей альпинизма.